# 梅茜·萨默斯-牛顿
梅茜·萨默斯-牛顿MBE（2002年7月26日—）是英国S6级残疾人游泳运动员。2018年，她在欧锦赛200米个人混合泳SM6级比赛以2分59秒60的成绩夺魁，并刷新世界纪录。同年5月，她又在英国残疾人游泳国际赛以1分32秒16的成绩刷新100米蛙泳S6级世界纪录。2021年，她代表英国在东京残奥会摘获两金。

## 游泳生涯
2019年伦敦世锦赛，萨默斯-牛顿力克乌克兰选手叶利扎维塔·梅列什科，刷新自己同年初在格拉斯哥创下的200米个人混合泳SM6级世界纪录，夺得冠军。
2021年4月，萨默斯-牛顿于庞兹福吉体育中心举办的自由泳比赛中获得积分第二名，次于格蕾丝·哈维，另以4秒2的优势打败埃莉·西蒙兹。七月，萨默斯-牛顿入选东京残奥会英国游泳队名单，并以1分32秒34的成绩创下100米蛙泳SB6级欧洲纪录。
东京残奥会期间，她以2分56秒68的成绩夺得200米个人混合泳冠军，刷新世界纪录。她亦获得100米蛙泳冠军及400米自由泳殿军。
2022年丰沙尔世锦赛期间，萨默斯-牛顿获得200米个人混合泳和400米自由泳双料金牌。而在4×100米自由泳混合接力49分比赛中，萨默斯-牛顿〔同赛选手爱丽丝·戴、詹姆斯·霍利斯（James Hollis）和奥利弗·卡特（Oliver Carter）〕排名第六。100米蛙泳SB6级预赛期间，萨默斯-牛顿以1分32秒16的成绩突破欧洲纪录，最终于决赛摘金。
2022年大英國協運動會期间，萨默斯-牛顿代表英格兰于100米蛙泳比赛以1分32秒72的成绩夺冠，较亚军快10.57秒。
在格拉斯哥2022年英国残疾人游泳冬季全国赛期间，萨默斯-牛顿于Tollcross國際游泳中心刷新了100米自由泳S6级、200米个人混合泳SM6级、100米蛙泳SB6级和400米自由泳S6级世界纪录。
2023年曼彻斯特世锦赛，萨默斯-牛顿夺得二金一银。8月2日，她在200米混合泳比赛夺冠；3日，她在400米自由泳比赛摘银；5日又在100米蛙泳比赛以1分31秒34刷新欧洲纪录，再获金牌。
萨默斯-牛顿代表英国参加2024年巴黎残奥会期间，于200米个人混合泳比赛以2分56秒90的成绩超越美国选手艾莉·马克斯，成功卫冕。

## 所获荣誉
萨默斯-牛顿曾被提名为2018年英国广播公司年度青年体育人物，与其他九名运动员并列。
鉴于其在游泳领域的贡献，萨默斯-牛顿于2022年新年授勋仪式被授予英帝国员佐勋章。勋衔由安妮长公主于2022年10月12日在白金汉宫授予。
2022年11月17日，萨默斯-牛顿获花旗集团年度残疾人运动员奖。